# Lecques
Lecques là một xã ở tỉnh Gard thuộc vùng Occitanie, phía nam nước Pháp. Xã Lecques nằm ở khu vực có độ cao trung bình 50 mét trên mực nước biển.
Thị trấn nằm bên bờ tây sông Vidourle, 6 km về phía bắc và thượng nguồn sông Sommières. 